# Epístoles d'Horaci
Les Epístoles són una obra de Quint Horaci Flac, més conegut com a Horaci, composta per vint-i-tres poemes agrupats en dos llibre (vint al primer i dos al segon). Van ser escrites deu anys després de les Sàtires i set després de les Odes. En aquestes, el poeta abandona un dels trets característics de la sàtira; la confrontació amb un adversari o interlocutor al qual censura o ridiculitza. Ara, més aviat convida el destinatari o amic a la reflexió, sense cap ànim d'entrar en polèmica ni convertir-lo en víctima dels seus atacs. Així, la reflexió filosòfica i moral, amb finalitat didàctica, passen a un primer pla. Això, i el fet que les tituli explícitament Epistulae, indueix a pensar que en el marc de la poesia hexamètrica i mantenint una estreta relació amb les Sàtires, les Epístoles constitueixen una innovació genèrica, per a la qual no es troben fàcilment antecedents.
Podríem dir, que Horaci s'especialitza en un dels vessants que ja eren presents en les seves pròpies sàtires i en les de Licili, i hi dona una entitat independent. Així, sense necessitat d'invocar models previs, modela un gènere nou que tindrà una llarga posteritat. A més, l'exposició de preceptes morals o de models de conducta es presenta d'una manera positiva, i no a partir de la crítica de contra-models o vicis, com ja havia fet a la sàtira, sinó com una recerca individual del poeta que vol compartir amb els seus amics i amb els més joves.
Malgrat el seu to moralitzador, també hi afloren recursos i exemples en què l'humor i l'esperit satíric són ben evidents. Hi trobem nombroses referències a la filosofia epicúria i a l'estoica; una lloança a la vida rural, elogis a l'amistat i la recerca de l'equilibri vital a través del retir, temes amb els quals l'autor deixa palès que atorga al gènere poètic de l'epístola, un caràcter didàctic i moralitzador.

## Edicions i Traduccions

### Traduccions en castellà
- FLACO, Q. HORACIO. Sátiras, Epístolas y Arte Poética. Introducciones, traducción y notas de José Luis Moralejo. Madrid: Gredos, 2008.
- FLACO, Q. HORACIO. Sátiras, Epístolas y Arte Poética. Madrid: Cátedra, 2007.

- FLACO, Q. HORACIO. Epístolas y Arte Poética. Edición de Fernando Navarro Antolín. Madrid: Consejo Superior de Investigaciones Científicas (Colección Alma Mater), 2002.

- FLACO, Q. HORACIO. Sátiras, Epístolas y Arte Poética. Edición bilingüe de Horacio Silvestre traducción de Horacio Silvestre. Madrid: Cátedra (Colección Letras Universales), 1996.
- FLACO, Q. HORACIO. Epístolas (libros I y II) y Arte Poética. Introducción, traducción y notas de Tarsicio Herrera Zapién. México: Universidad Autónoma de México (Colección Nuestros Clásicos, 47), 1974.
- FLACO, Q. HORACIO. Sátiras y Epístolas. Estudios y traducciones por Félix González Olmedo. Madrid: Razón y Fe, 1925.

### Traduccions en català
- FLAC, Q. HORACI. Art Poètica i Epístoles. Barcelona: La Magrana, 2003.
- FLAC, Q. HORACI. Sàtires i Epístoles. Traducció de Llorenç Riber. Barcelona: Fundació Bernat Metge, 1927.
- FLAC, Q. HORACI. Sàtires i Epístoles. Traducció de Llorenç Riber i text revisat per Isidor Ribas Bassa. Barcelona: Fundació Bernat Metge, 1927.

### Edicions en llatí
- FLAC, Q. HORACI. Epistulae. Edició de D.R. Shackleton Bailey. Bibliotheca scriptorum Graecorum et Romanorum Teubneriana. Monachii: Saur, 2001
- FLAC, Q. HORACI. Epistulae. Edició H. W. Garrod i E.C.Wickham. Oxford Classical Texts.

## “Text and Trasmissions” de Leighton Durham Reynold[1]
Durant l'antiguitat tardana Horaci va ser llegit i comentat àmpliament, fet que va assegurarne la permanència en el temps, tot i que el coneixement sobre Horaci i els manuscrits de les seves obres apareix especialment a la segona meitat del segle ix. A la biblioteca de la cort de Carlemany trobem una còpia de l'Ars poetica, i sabem que Alcuí, un estudiós eclesiàstic anglès de la seva cort, era anomenat Flac. Tanmateix, a l'edat mitjana, els poemes lírics semblen haver estat menys llegits que les Sàtires i els Epodes, probablement per la seva dificultat lingüística i mètrica. L'estudi de la transmissió manuscrita de la seva obra, s'ha centrat en un petit grup de còdexs, relativament primerencs, dels quals cal destacar els següents, considerats com a indispensables:
A: París Lat. 7900A, segle IX/X, Milà, després Corbie. Lacks Satires, Epístoles 2, i Ars Poetica.
a: Milà, Ambros. O. 136 sup. (olim Auennionensis), segle IX/X, França.
C/E : Múnic Clm 14685, segle xi (St. Emmeram). Un text complet d'Horaci.
R: Vaticà, Reg. Lat. 1703, al segon quart del segle ix. Potser el manuscrit més antic.
δ : British Library, Harley 2725, al final del segle ix.
π :París, lat. 10310, segle IX/X.
λ: París, lat, 7972 segle IX/X (St. Ambrose, Milan).
l: Leiden, B.P.L. 28, segle IX (des de St. Peter, Beauvais).
φ: París lat. 7974, segle X (des de Saint-Rémy, Reims).
ψ: París lat. 7971, segle X (Reims, després Fleury.)
V: Blandinius Vetustissimus perdut, manuscrit d'any desconegut de Blankenberg. El coneixem gràcies a les col·leccions de Jacobus Cruquius.

## Resum de les Epístoles
Les epístoles d'Horaci es recullen en dos llibres: el primer recull compta amb 20 peces (és a dir 1006 versos, dels quals set de la primera peça són probablement apòcrifs) i el segon recull consta de només dues peces, però molt llargues (270 i 216 versos cadascuna).

### Llibre I[2]

#### Epístola I
A la primera epístola Horaci respon a la petició del seu amic i protector Mecenàs, en la que li demanava el seu retorn als versos. El poeta s'hi nega, ja que comparant-se amb un gladiador, creu que és millor retirar-se a temps de l'arena que no pas morir en ella. A més, justifica la seva resposta argumentant que aquest retorn li crearia novament una dependència de Mecenàs i no està disposat a perdre la tan anhelada llibertat.
Així, aprofita per a parlar de la importància de la filosofia i concretament de la moral i la veritat, malgrat que nega formar part de cap escola filosòfica en particular. A més, fa un elogi a aquesta llibertat aconseguida a través de la virtut i l'estudi de la filosofia. Tot això, contraposant-ho a les mundanes vides de gran part de la societat ignorant, que només viu per la seva obsessió per la fortuna i a la que convida a viure lliurement sense preocupacions.

#### Epístola II
Aquesta epístola està destinada al jove Lollius Maximus, fill d'un homo novus, un nou ric i famós ciutadà romà. En ella se’ns presenta Homer com el mestre de la veritable filosofia i un exemple a seguir. És per això que Horaci recomana a Lollius Maximus que es llegeixi l'Odissea d'Homer, ja que aquest és un gran exemple en declamació i mostra la importància de la virtut, la saviesa, la ira i l'enveja a la societat. A partir d'aquests exemples en la literatura, el poeta l'anima a començar la seva feina i portar sense més trigança, la seva vida pel camí recte. A més li aconsella buscar només allò necessari, sense excessos i evitant els plaers, l'enveja, l'avarícia i la ira. És així com aconseguirà ser amo dels seus pensaments i actes per assolir una vida millor des d'una joventut basada en el bon progrés moral, la moderació i l'autocontrol.

#### Epístola III
Epístola destinada a Juli Florus, que sabem, gràcies als escolis de Pomponi Porfirió, que era escriba i que va compondre nombroses sàtires. Horaci es pregunta on deu militar el fillastre d'August, Claudi, i també si algú es deu encarregar d'escriure un poema èpic narrant les batalles de l'emperador August. A més, aprofita aquesta darrera qüestió per a fer una crítica a l'escriptor, sovint desconegut, Ticius i al plagi de Celsus.
En darrer lloc li pregunta si es troba immers en algun nou projecte literari i retòric, i li recomana abandonar les seves obligacions i només guiar-se per la seva pròpia saviesa. Així conclou l'epístola, amb l'esperança que la disputa entre Juli Florus i Munaci hagi acabat en una reconciliació.

#### Epístola IV
Epístola destinada a un escriptor d'elegies, concretament a Albius Tibullus, que, com a amic, li feia de jutge a les exposicions en públic dels seus textos. El poeta li pregunta què fa i a què es dedica a les regions de Pedana. I tot seguit fa un elogi a la seva persona, seny, fama i salut, a la vegada que li recorda que cada dia pot ser el darrer.
És així que fa una exhortació a l'alegria i el convida a gaudir de cada instant i a visitar-lo aviat per a passar junts una bona estona.

#### Epístola V
Horaci convida el patrici Manlius Torquatus a sopar a casa seva el dia de la festivitat del naixement de Cèsar, ja que prefereix gastar i gaudir de les riqueses en vida. Així, convida Manlius a beure vi i escampar flors, malgrat que sigui pres per boig o insensat.
Horaci, amb aquesta epístola, pretén fer una certa burla irònica a la seriositat i caràcter complidor de la família dels Manlis, i també aprofita per fer un elogi a les virtuts del vi i descriure els preparatius que està realitzant per al banquet.

#### Epístola VI
Aquesta epístola d'Horaci va dirigida a un personatge desconegut, Numicius. En ella parla de l'equanimitat, no desitjar ni odiar res, com l'única manera de ser feliç i poder conservar aquesta felicitat. Tot seguit li formula preguntes sobre la seva opinió de la natura, els jocs i els honors, i li fa una proclama a la moderació. En aquesta proclama fa una crítica als luxes, al poder dels diners, als honors polítics i a la vida sumptuosa, ja que afirma que sovint aquests són portats per l'aparença i la influència. I en darrer lloc, l'anima a compartir els seus propis preceptes amb ell o bé compartir els que ell li ha donat per a viure millor.

#### Epístola VII
Horaci s'excusa davant Mecenàs, ja que malgrat que li va dir que només passaria uns dies al camp, s'hi ha estat tot el mes d'agost. I així, aprofita per dir-li que per a viure bé i sa, necessita marxar al camp que tant anhela i ser un esperit lliure. Ell li agraeix la seva amistat, ja que, com a benefactor, és qui l'ha fet ric. I, per la seva part, promet seguir mostrant-se digne, sempre que ell li permeti fer lliurement allò que el fa feliç de manera modesta i humil. I conclou l'epístola dient que no sempre l'assoliment dels nostres desitjos ens fa feliços. Per això, qui s'adoni que és millor allò que ha tingut anteriorment i que ha deixat per quelcom nou i desitjat, que retorni al principi i no intenti ser qui no és i fer coses que no són per a ell.

#### Epístola VIII
Sembla que aquesta epístola és una carta de resposta a Celsus Albinovanus, el secretari i assistent de Tiberi a la província d'Àsia. En aquesta, Horaci li explica com està i el seu estat de salut al camp. Aquest, malgrat que sap que no és bo, es nega a escoltar els consells de metges i amics. I conclou la carta preguntant com està i li recorda que, com ell suporti el seu èxit, ells el suportaran a ell, per això li recomana moderació en la posteritat.

#### Epístola IX
Epístola dirigida a Claudius Tiberius, una carta de recomanació què explica que Titius Septimius és qui entén millor com Claudi aprecia Horaci. Ell li demana que li canti les seves lloances, ja que coneix la seva amistat. Malgrat que en un inici Horaci s'excusa fingint una falsa modèstia, per així guardar la influència només pel seu profit, li acaba demanant que l'enroli al grup.

#### Epístola X
Epístola dirigida a Aristius Fuscus, amic d'Horaci i amant de la ciutat, en què el poeta li envia els seus millors desitjos. Aquests amics, malgrat els seus diferents gustos pel camp i per la ciutat, coincideixen en moltes opinions gràcies a la seva estreta i duradora amistat.
A través d'aquesta epístola fa una lloança a la seva vida rural al camp i a la natura que l'envolta, contestada amb la vida urbana del seu amic i els vicis que provoca aquest estil de vida. Així, li recomana evitar les grandeses i viure de manera modesta, ja que qui no ho fa per por a la pobresa només aconsegueix perdre la tan anhelada llibertat. I conclou recordant que cadascú ha de ser feliç amb la sort que li ha escaigut i viure sense ambició.

#### Epístola XI
En aquesta epístola dirigida a Bullatius, Horaci li pregunta què li han semblat Quios, Lesbos i Samos, entre altres illes i ciutats gregues. És a partir d'aquesta reflexió sobre les meravelles dels diversos indrets, que li recomana aprofitar cada instant de felicitat i no deixar-lo per un altre moment. Només així, podrà dir que ha viscut al seu gust. I, en darrer lloc, li recomana que deixi de buscar viure bé, perquè el que busca amb el seu vaixell pels diversos mars es troba allà, en el seu acontentament a la ciutat d'Úlubres.

#### Epístola XII
Epístola dedicada a Iccius, procurador de la hisenda d'Agripa a Sicília. Horaci l'informa que, si gaudeix rectament de la seva administració, té una gran sort i que per tant, no es queixi, ja que té riqueses i salut. Tanmateix, si abandona allò que té més a prop a la natura per la fortuna, ho considerarà tot inferior a la virtut.
En darrer lloc li recomana no seguir el camí de Demòcrit, un filòsof que es va dedicar a l'estudi dels aspectes teòrics del pensament i al materialisme moral. I el posa al dia de lapolítica romana perquè no en sigui un ignorant.

#### Epístola XIII
Horaci dona les instruccions a Vinius Asina de com ha d'entregar unes obres seves a August. Ell li recomana que, si la feina se li fa pesada, l'abandoni abans que portar les obres de mala manera on ell li ha ordenat. A més, li prega que en tingui cura i no s'entretingui ni ensopegui pel camí, fent honor al seu cognom d'ase, com una simple i ruda bèstia de càrrega.

#### Epístola XIV
Aquesta epístola va dirigida al majordom d'Horaci que viu als seus camps. Ell menysprea la seva vida al camp i desitja retornar a la ciutat, mentre que Horaci, retingut a Roma per negocis, enyora la feliç vida al camp. És per això que probablement el poeta li escriu en resposta a les seves crítiques i queixes. Aquí, contraposa les dues vides: la vida de camp amb la vida urbana, basada en l'enveja i el desig, justificant així els seus desacords amb aquesta.

#### Epístola XV
Epístola dirigida a Numonius Vala, a qui sol·licita informació sobre com és l'hivern a Veli i Salern; el seu clima, el tipus de gent, com és el camí, la qualitat de l'aigua, la flora i fauna... Horaci ho pregunta perquè el seu metge, Antoni Musa, li ha contraindicat anar a la ciutat de Baies, i està a la recerca d'un lloc on poder retirar-se a prop del mar. Pel que a aquesta carta se’ns dona a conèixer el caràcter malaltís del poeta i alguns remeis del seu doctor, com els banys en aigües fredes.

#### Epístola XVI
Epístola dirigida al seu amic Quinctius Hirpinius, a qui explica com està i com conrea els seus camps, per evitar que ell li formuli aquesta pregunta. En ella descriu les seves terres sabines; aquestes es troben en una vall fosca, però sovint són il·luminades pel sol; s'hi troben grans prats verds amb una font d'aigua freda i pura, que travessa Tràcia. Després li explica que per a viure en ordre, els homes s'han de procurar adaptar a la seva fama. I finalment tracten el concepte que defineix el bon home; aquell que compleix les lleis i se sotmet al poder de les organitzacions, malgrat que no sigui ben vist pel seu voltant. Però acaba afirmant que per a ser feliç s'ha de ser lliure, no tenir por i tampoc ser envaït pel desig. I afirma que aquells homes no aptes i pecadors sempre poden ser utilitzats com a esclaus.

#### Epístola XVII
Aquesta estava destinada a Scaeva, un personatge que sabia perfectament com s'havia de tractar l'alta societat, però a qui recomana que també intenti aprendre d'aquelles persones més modestes com ell. Així, aprofita per donar-li alguns consells de com tractar-los sense sacrificar la pròpia autoestima, tot i que està a favor d'aquesta diferència entre les dues classes socials. Un cop més, aprofita per a fer una comparació entre la vida humil i modesta i la que practiquen els grans rics.

#### Epístola XVIII
Epístola dirigida a Lollius Maximum en què tracta com seria el comportament adequat cap a aquelles persones d'una classe social superior. Seguint l'exemple de l'epístola anterior, l'epístola XVII, explica al seu amic com s'han de tractar les diferents classes socials; segons si són més humils o més elevades, sense sacrificar la seva pròpia autoestima.

#### Epístola XIX
Epístola dirigida a Mecenàs, en què parla d'aquells que l'imiten i critiquen, però que es limiten a imitar- ne només els superficials. Així, li explica aquelles acusacions injustes que li proporcionen els seus detractors, i hi mostra el seu menyspreu. A més, afirma que a molts lectors els agraden les seves obres, però en públic les critiquen de manera injusta. I finalment demana que s'acabi aquest joc, ja que dona lloc a la lluita i la ira, i al mateix temps la ira dona lloc a enemistats i a la guerra.

#### Epístola XX
És l'epíleg del llibre i, per tant és una carta fictícia dirigida al seu mateix llibre. En aquesta, adverteix al llibre de la sort que té la seva edició. Però com si fos un jove, li recorda que gaudeixi dels encants de la joventut, perquè amb la vellesa serà exiliat. I comparant-lo amb un esclau jove i bell, prediu el seu destí: l'èxit, el desterrament a les províncies i una vellesa gastada a les escoles.

### Llibre II

#### Epístola I
Horaci dedica la primera epístola del seu segon llibre a l'emperador August. En ella sembla respondre a un possible retret per part d'August al no ser ell el destinatari de cap de les seves anteriors cartes. “Has de saber que estic enfadat amb tu perquè molts dels teus escrits d'aquest tipus no estan dirigits especialment a mi. ¨És que tems la mala reputació entre les pròximes generacions perquè pugui semblar que has estat amic meu?” (Vida 8, trad.BCG nº81, pàg.99).
Així, amb aquest poema s'excusa de no haver-lo volgut distreure abans. Tot seguit el compara amb nombrosos déus i herois, que de la mateixa manera no han estat suficientment valorats en vida i que posteriorment van ser divinitzats (tal com va passar amb el mateix August).
Aquest poema sovint es considera un predecessor de l'Art poètica, ja que hi tracta el perquè ell no considera millor allò més antic i a més, exalça l'obra del poeta com quelcom civilitzador i profitós per a la societat. Al mateix temps, aprofita per a nomenar els orígens de la poesia dramàtica i hi fa una comparació entre el món grec i el món romà, fent per acabar una crida a prestar més atenció a la poesia feta per a ser llegida.

#### Epístola II
Horaci ja havia dedica a Juli Florus, amic de Tiberi Neró, la tercera epístola del primer llibre. Ara hi torna i hi fa una declaració explícita d'abandonament de la poesia que en Horaci vol dir poesia lírica, per concentrar-se en la recerca de l'equilibri i del ritme i el to de l'autèntica vida. Al primer vers s'adreça a Florus, amb un to molt propi de la sàtira, escenificant la venda d'un esclau, per recordar-li que ja l'havia advertit de la seva mandra a respondre cartes i que mai no havia promès poemes. I passa a justificar amb diversos arguments per què renuncia a escriure versos. D'una banda, perquè la seva economia no l'hi obliga com quan era jove. D'altra banda, resulta difícil complaure tots els paladars i atendre públics diversos. Finalment confessa que Roma no és un espai creatiu adequat, per això se n'allunya; i confessa la fatiga de pertànyer a un gremi, el de la gent de lletra, en què preval l'adulació i l'autocomplaença.
En el darrer tram del poema, el poeta entra en el terreny de la reflexió filosòfica o moral, i desgrana diversos aspectes de la seva recerca de l'equilibri i la mesura, en especial la superació de l'avarícia. Ho fa amb un seguit d'exemples relatius al règim de propietat, al neguit pel patrimoni, les despeses, l'herència. Proclama la voluntat d'usar la seva fortuna amb moderació, sense excessos, però sense avares restriccions i, pel que fa als diversos caires de la vida, es defineix com una persona situada en el punt mitjà, criteri que ja havia usar en altres poemes, el de la mitjania. Acaba aconsellant d'envellir amb dignitat, passar balanç d'una vida en plenitud i optar per una retirada a temps de la maror mundana.

## Gènere i tradició
A les Epístoles d'Horaci trobem un nou gènere dins la literatura llatina i tota la literatura clàssica. Malgrat que mai va arribar a ser un dels grans gèneres dins del cànon poètic, estava cridat a tenir un Fortleben en les modernes lletres europees, però això no significa que no hi hagués una tradició anterior. Les Epístoles poden ser considerades com a tals, és a dir com a cartes, encara que siguin literàries, perquè totes elles presenten algun tret dels que R. Ferri ha anomenat recentment formal markers of epistolarity; com que a cap li falta un destinatari. Aquesta característica és la que les diferencien de les Sàtires, les quals el mateix autor les va considerar una “continuació orgànica”. I per tant, unes i altres serien sermones. Si les Sàtires devien molt al popular gènere filosòfic de la diatriba, les Epístoles sembla deutores d'un altre de la mateixa família, encara que menys popular i literàriament superior pel que fa a l'oralitat i menys pel que fa a virtual, de la diatriba, suposava en els seus eventuals destinataris un cert grau d'alfabetització. Ens referim al de la carta filosòfica, que tan important havia estat en la seva difusió de doctrines com el platonisme o l'epicureisme.
Era també, per descomptat, un gènere prosaic, però la condició poètica de les Epistoles s'explica fàcilment considerant allò anomenat anteriorment que Horaci les incloïa en el gènere de les sermones. A més, resulta que ja el pare d'aquest gènere, Lucili, havia donat forma epistolar a algunes de les seves sàtires, forma que també adoptarien, encara que amb diferent metre, altres poetes romans més recents, com Catul. També s'ha considerat com “epístola poètica” algunes manifestacions més recents de l'elegia i la lírica grega, però hem de reconèixer que Horaci va ser el primer a escriure epístoles amb els continguts i metres que va utilitzar.

## Forma, composició i estructura
Les formes monològica predomina en les epístoles del llibre I, en tant que les del llibre II donen peu eventualment a la dialògica. El principal aspecte pel qual hem d'analitzar per separat els dos llibres de les Epístoles d'Horaci és per la composició dels poemes i a la seva estructura global. Del llibre I sembla clar que té peus i cap, inclou 20 epístoles, reiterant la seva afició als múltiples de 5 ja acreditada en les Odes i en les Sàtires. L'inicia una dedicatòria a Mecenàs, a la que hi ha un cert abast general i el finalitza amb una simpàtica carta de comiat per al mateix llibre. Cal destacar que Kilpatrick estima que el llibre té una estructura basada en l'edat dels destinataris.
Pel que fa al segon llibre, no hi ha constància que aquest fos publicat com a tal per Horaci i que només contingui dues epístoles semblaria deixar fora de lloc qualsevol intent de parlar de la seva estructura, però ens fa pensar que voldrà dir alguna cosa el fet que la més tardana de les dues, la que va dedicada a August, figuri en primera posició en la tradició. A grans trets, l'Epístola a August sembla articulada en quatre seccions amb algun passatge de transició. És una poesia destinada a ser executada en públic i per a ser llegida. L'Epístola a Floro combina l'assumpte polític amb les consideracions morals. El destinatari és un jove amic d'Horaci a qui ja li va dedicar una altra epístola en el llibre I.

## Temes
La temàtica principal a les epístoles és la filosofia; concretament a filosofia moral, la crítica literària i els records autobiogràfics. En aquestes aprofita també per enaltir la figura d'Homer com a model a seguir i font de saviesa moral (Epístola I,2) i lloar un cop més la vida honrada i sensata combinada amb un retir al camp (Epístola I, 16 i 18). També cal destacar la temàtica de l'epístola I,19 a Mecenàs i la II,1 a August. A la primera aprofita per a fer una reivindicació al seu mèrit per l'escriptura dels Epodes i les Odes I-III, que no havien estat tan ben rebudes com ell esperava. Mentre que la darrera, l'Epístola a August critica la tendència dels romans a només estimar els escrits antics i també censura els excessos del teatre dels seus temps.

## Destinataris
Pel que fa als destinataris de les seves Epístoles, tots són personatges històrics i contemporanis, més o menys ben coneguts (exceptuant el de l'epístola I,20). Pel que podem afirmar que no hi ha cap destinatari inventat, fet que ajuda a considerar-les cartes vertaderes. Aquests destinataris es poden dividir en tres grups:
1. Potentiores: considerat el grup més reduït, format per August i Mecenàs.
2. Aequales: el grup més nombrós format per Albi, Torcuat, Numici, Fusc, Bulaci, Icci, Vinni, Vala i Quinci.
3. Iuniores: Loli, Flor, Albinovà i Tibei.

## Llengua i estil
Malgrat que en un principi volia deixar de banda la forma lírica de les Odes, observem que a les Epístoles va mantenir una gran tècnica verbal i un alt nivell de composició, molt més elevat que a les Sàtires. Per tant, el poeta mostra un gran domini de la llengua. Però això no impedeix l'aparició de termes i expressions de to quotidià. Tampoc manquen els arcaismes, els noms grec com a detall culte i els neologismes.
Pel que fa a l'àmbit estilístic també trobem nombroses anàfores i asíndetons, que aconsegueixen que el discurs avanci amb moviments suaus.

## Tradició i pervivència
Els poemes d'Horaci van ser coneguts durant tota l'Edat Mitjana; per exemple, sabem que Petrarca va ser un dels primers homes moderns en sentir-se atret per la màgia que desprenien els poemes d'Horaci. Tanmateix, aquest tenia ja un estil de poesia lírica propi, i hi va incorporar alguns pensaments i frases d'Horaci, però no va escriure totes les seves obres sota models horacians. Petrarca no va aconseguir que els seus contemporanis admiressin els poemes d'Horaci i la reputació moderna d'Horaci no va començar fins a finals del segle xv gràcies a l'humanista florentí Landino i al seu gran deixeble Poliziano. Les Epístoles d'Horaci han inculcat en general la lliçó que la vida virtuosa és fruit de l'egoisme i del culte al plaer. La seva poesia és més de tipus moralista i filosòfic. A l'Edat Fosca i a l'Edat Mitjana les Sàtires i les Epístoles van ser les seves obres més conegudes i treballades. La seva forma de filosofar en forma d'epístola és continuada posteriorment en prosa per Sèneca.
Al llarg del temps, el treball i l'estil d'Horaci han arribat a grans poetes dels segles posteriors, a França trobem el cas de Jean de Meun, un poeta francès del segle xiii. També apareix a l'obra Roman de la Rose, que és una continuació de l'obra de Guillaume de Lorris, que va utilitzar com a principal font les Epístoles i les Sàtires d'Horaci. Un altre autor francès que rep influències d'Horaci, és Michel Eyquem de Montaigne, un pensador i polític francès del Renaixement. Com ja hem dit anteriorment, les Epístoles són considerades una obra moralista igual que els Assaigs d'aquest personatge francès on, igual que Horaci barreja el pensament filosòfic amb les meditacions personals. Cal també destacar Boileau, crític literari i poeta francès. Aquest defensà la poètica clàssica davant la nova estètica moderna, que considerava d'ignorants. A més d'inspirar-se en les Sàtires, ho va fer en les Epístoles i a l'Art poètica.
A Anglaterra, un altre dels autors que es van inspirar en Horaci va ser el dramaturg, poeta i actor anglès del Renaixement, Ben Jonson, el qual sabem que va copiar tant les Epístoles com les Sàtires i també va traduir l'Epístola dels Pisons, més coneguda com l'Art Poètica. Thomas Drant, clergue i poeta anglès, va ser un altre autor que va dedicar part del seu temps a Horaci i a les seves obres; el 1567 va traduir l'Epístola dels Pisones i tota l'obra de les Epístoles i les Sàtires.
El 1733 trobem un altre testimoni de la influència d'Horaci i, aquesta vegada, de forma molt directa. Es tracta de l'obra “Imitations of Horace” d'Alexander Pope, poeta anglès del segle xviii que es feia anomenar l'Horaci de la seva època i del seu país; podríem dir que és una interacció creativa i fructífera entre un poeta antic i un de modern. En aquests poemes, Pope va arribar fins al límit de l'ampli concepte d'Imitation, ja que va combinar la traducció fidel de l'original amb comentaris irònics i contemporanis sobre les implicacions i punts de vista de la mateixa traducció. A més, a la seva versió de l'Epístola 2.1, Pope posa com a destinatari, en lloc d'August, el completament inapropiat Jorge II.
A l'obra La Casa de la Fama de Geoffrey Chaucer, escriptor, filòsof, diplomàtic i poeta anglès, trobem errors que ens fan recordar certes cartes d'Horaci. En aquesta obra presenta a Loli com un historiador, quan no tenim constància de l'existència de cap personatge amb aquest nom. Una explicació seria un joc de paraules amb el nom de Giovanni Boccaccio (gran boca), ja que loli significa “ de llengua gruixuda”, per bé que Chaucer mai no ha esmentat Boccaccio. Aquest historiador es pot explicar a partir d'Horaci, que va escriure una carta a un jove amic seu que estudiava retòrica a Roma, on deia que l'aconsellava llegar Homer pel contingut moral i filosòfic dels seus poemes. El nom del jove era Loli Màxim, però Horaci inverteix l'ordre habitual posant el nom de la família en primer lloc, la qual cosa ens podria fer creure que és un joc de paraules: “Oh! gran Loli!”. Roma sap perfectament que l'escriptor de la guerra de Troia és Homer, però algú que desconegués la sintaxi llatina i la literatura grega i no s'adonés que les Epístoles d'Horaci són cartes als seus amics i que el nom del destinatari sempre es troba en el primer vers, podria creure fàcilment que un home anomenat Loli era el màxim escriptor de la guerra troiana. No podem saber si Chaucer va ser el primer a cometre aquest error, però és indubtable que ho va acceptar quan va posar Loli sobre una columna de ferro a la Casa de la Fama, al costat de Dares i d'Homer.
A Alemanya, també va arribar les obres d'Horaci. Per exemple, Wieland, poeta alemany del segle xviii, va ser l'autor de la modèlica traducció alemanya en versos solts de les Sàtires i de les Epístoles.